# Tanjung Barulak (Batipuh)
Tanjung Barulak is een bestuurslaag in het regentschap Tanah Datar van de provincie West-Sumatra, Indonesië. Tanjung Barulak telt 3906 inwoners (volkstelling 2010).